# Paul Stegmüller
Paul Stegmüller (* 10. Oktober 1850 in Berlin; † 27. Mai 1891 ebenda) war ein deutscher Architekt.

## Leben
Nach dem Besuch des Ernestinums in Gotha war er 1870/1871 Soldat im Deutsch-Französischen Krieg. Anschließend war er bei seinem Onkel, dem Architekten Ludwig Bohnstedt in Gotha tätig, der seine künstlerischen Neigungen förderte. Nach dem Studium an der Berliner Bauakademie arbeitete er selbstständig in Berlin, zunächst von 1877 bis 1888 in Bürogemeinschaft mit dem Architekten Ernst von Ihne.
Am 8. Juni 1879 war er – u. a. gemeinsam mit Ernst von Ihne – Gründungsmitglied der vom Architekten- und Ingenieur-Verein zu Berlin abgespaltenen Vereinigung Berliner Architekten.
1884 heiratete Stegmüller eine Tochter des renommierten Berliner Architekten und Hochschullehrers Hermann Ende.
Nach Stegmüllers Tod wurde sein Büro im Haus Pariser Platz 6a durch Ernst von Ihne übernommen.

## Bauten und Entwürfe
in Büro Ihne und Stegmüller (1878–1888):
- 1880–1885: Neues Jagdschloss Hummelshain in Thüringen
- 1881: Inneneinrichtung des Café Keck in Berlin, Friedrichstadt, Leipziger Straße 96 (nicht erhalten)
- 1885: Entwurf für die Villa Caro in Gleiwitz (in von fremder Hand veränderter, vereinfachter Form ausgeführt)[1]
- 1885: Villa Krienitz in Halberstadt
- 1885: Wohn- und Geschäftshaus mit Gaststätte „Löwenbräu“ in Berlin, Friedrichstadt, Charlottenstraße 50/51 / Französische Straße 25/26 (nicht erhalten)
- 1887: Innenausbau für das vom Architekturbüro Ende & Böckmann entworfene Haus Wallich in Berlin, Untere Friedrichsvorstadt, Bellevuestraße 18a (abgebrochen 1907)

nach der Trennung von Ihne (1888–1891):
- Geschäftshaus mit Hotel „Terminus“ in Berlin
- Villa für Erwin von Esmarch in (Berlin-)Wannsee